# Seda Tutchaljan
Seda Gurgenovna Tutchaljan (in armeno Սեդա Գուրգենովնայի Թութխալյանը?; in russo Седа Гургеновна Тутхалян?, Seda Gurgenovna Tuthaljan; tras. angl.: Seda Gurgenovna Tutkhalyan; Gyumri, 15 luglio 1999) è una ginnasta russa, membro della squadra nazionale russa, vicecampionessa olimpica con la squadra alle Olimpiadi di Rio de Janeiro 2016.

## Biografia
Di origine armena, è campionessa olimpica giovanile 2014 nel concorso individuale e alle parallele asimmetriche e medaglia d'oro europea juniores 2014 con la squadra russa.

### 2013: Gymnasiade
Ai Campionati Nazionali Russi Juniores, vince l'oro a squadre, nel concorso individuale, al volteggio e alle parallele; vince anche la medaglia di bronzo al corpo libero e arriva settima alla trave. Più tardi, alla Olympic Hopes competition, vince l'oro con la squadra e al volteggio e l'argento nel concorso individuale e al corpo libero. Il suo debutto internazionale arriva in inverno, alla Gymnasiade in Brasile, dove vince l'oro con la squadra, il bronzo al corpo libero, e si classifica quarta alla trave, quinta nel concorso individuale e al volteggio e ottava alle parallele. 

### 2014: Campionati Europei di Sofia; Giochi Olimpici Giovanili di Nanchino
In aprile ai Campionati Nazionali russi juniores, vince l'oro al volteggio, l'argento con la squadra, nel concorso individuale e alle parallele. Si qualifica quinta alla trave e sesta al corpo libero. Compete ai Campionati Europei di Sofia, dove vince l'oro con la squadra e si classifica quarta al volteggio, settima nel concorso individuale e alla trave, e ottava al corpo libero. 
Nel mese di luglio compete alla Student Spartakiada, dove vince l'oro con la squadra, nel concorso individuale e al volteggio. Vince anche il bronzo alle parallele e si classifica quarta al corpo libero. Compete nella suddivisione junior alla Black Seagull Competition a Soči, dove vince l'oro alla trave e al corpo libero e l'argento alle parallele. Viene poi scelta per rappresentare la Russia ai Giochi Olimpici Giovanili di Nanchino, Cina. Qua, vince l'oro nel concorso individuale (nonostante una caduta al corpo libero) e alle parallele. Vince anche l'argento al corpo libero e si classifica quinta al volteggio. 

### 2015: Nazionali; Giochi Europei di Baku; Russian Cup, Campionati del Mondo di Glasgow
Il debutto nella categoria senior avviene ai Campionati russi nel mese di marzo. Vince l'argento con la squadra e la medaglia di bronzo nel concorso individuale, al volteggio e alla trave. Si classifica sesta alle parallele e al corpo libero. In maggio, vince l'oro a squadre e individuale in una competizione amichevole a Torino fra Russia, Italia, Romania e Colombia.
Nel mese di giugno, rappresenta la Russia ai Giochi Europei di Baku insieme ad Alija Mustafina e Viktorija Komova. Vince la medaglia d'oro con la squadra e si qualifica per le finali al volteggio e alla trave. Vince la medaglia d'argento al volteggio dietro solo alla svizzera Giulia Steingruber.
Nel mese di settembre gareggia alla Russian Cup dove vince la medaglia d'oro con la squadra, d'argento nel concorso individuale dietro solo a Dar'ja Spiridonova, al volteggio alle spalle di Marija Paseka e alle parallele. Viene scelta per rappresentare la Russia ai Campionati Mondiali di Glasgow. Nella prima giornata di qualificazioni contribuisce al secondo posto della Russia che ottiene così ufficialmente il pass per le Olimpiadi di Rio. Individualmente, si qualifica per la finale nel concorso individuale e per la finale alla trave.

### 2016: Coppa del Mondo, Campionati Europei, Olimpiadi di Rio de Janeiro
La Tutchaljan inizia la stagione classificandosi quarta alla Stuttgart World Cup nel mese di marzo. In aprile, compete ai campionati nazionali, vincendo l'oro al volteggio, l'argento con la squadra e nel concorso individuale. Nello stesso mese, compete alla Osijek World Cup in Croazia, vincendo l'argento alle parallele e il bronzo alla trave. Nel mese di giugno viene scelta per rappresentare la Russia agli Europei, in sostituzione di Marija Paseka. La squadra russa vince la medaglia d'oro. 
Nel mese di luglio, la Tutchaljan compete alla Russian Cup, vincendo la medaglia d'argento nel concorso individuale, al volteggio e alla trave. Viene scelta per rappresentare la Russia alle Olimpiadi di Rio. 
Alle Olimpiadi, la Russia gareggia nella seconda suddivisione durante le qualificazioni, iniziando dalla trave. La Tutchaljan è la miglior ginnasta russa della giornata, classificandosi al quarto posto per la finale individuale e come seconda riserva per la finale al volteggio. La Russia migliora le sue routine nella finale a squadra vincendo la medaglia d'argento davanti alla Cina. Nella finale individuale, la Tutchaljan cade in uscita alla trave e cade due volte al corpo libero, finendo al 22º posto.